# Krzysztof Pijarski
Krzysztof Pijarski (ur. 9 sierpnia 1980 w Trzyńcu w Czechach) – polski fotograf, historyk sztuki i tłumacz.

## Życiorys
W 2006 ukończył studia w Kolegium Międzywydziałowych Indywidualnych Studiów Humanistycznych na Uniwersytecie Warszawskim, broniąc pracę pt. „Miejsce Obrazów”. W tym samym roku ukończył studia na kierunku Realizacja Obrazu Filmowego, Telewizyjnego i Fotografia, na Wydziale Komunikacji Multimedialnej ASP w Poznaniu, broniąc pracę pt. „Z podróży po... – pomniki”. W 2008 ukończył studia na Kierunku Realizacja Obrazu Filmowego, Telewizyjnego, i Fotografii w PWSFTViT im. Leona Schillera w Łodzi, broniąc pracę pt. „SMŁ”. W 2012 obronił doktorat na Uniwersytecie Warszawskim, broniąc pracę pt. „Archeologia modernizmu. Michael Fried i nowoczesne doświadczenie sztuki”, pod opieką naukową Waldemara Baraniewskiego. W 2019 uzyskał stopień doktora habilitowanego w dziedzinie sztuki, w dyscyplinie artystycznej sztuki plastyczne i konserwacja dzieł sztuki Uniwersytetu Artystycznego w Poznaniu. Od 2010 wykłada w PWSFTViT im. Leona Schillera w Łodzi, od 2013 na stanowisku adiunkta, a od 2015 także na stanowisku kierownika Interdyscyplinarnego Centrum Badawczego uczelni.
Jest stypendystą Fulbrighta na Uniwersytecie Johnsa Hopkinsa (2009–2010), Ministra Kultury i Dziedzictwa Narodowego oraz Shpilman Institute of Photography, a także redaktorem naczelny pisma „Widok. Teorie i Praktyki Kultury Wizualnej” oraz autorem tekstów m.in. w „Camera Austria”, „Tekstach Drugich”, „Kulturze Współczesnej” i „Obiegu”.

## Wyróżnienia
- Wyróżnienie Stowarzyszenia Historyków Sztuki (2013) za publikację „(Po)nowoczesne losy obrazów” (2013)
- Wyróżnienie za szatę graficzną publikacji naukowej na XX Targach Książki Naukowej (2014) za publikację „(Po)nowoczesne losy obrazów” (2013)[2]

## Wystawy

### Wybrane wystawy indywidualne
- 2003 – „Poezja Miasta – Miasto Poezji”, Galeria Zakręt, Warszawa – wystawa powstała we współpracy z Katarzyną Bojarską (kurator, wybór i prezentacja poezji, tekst krytyczny)
- 2004 – „Czarne Portrety, Galeria Zakręt, Warszawa
- 2004 – Portrety (rodzinne) we wnętrzu, Kawiarnia Na Radnej, Warszawa
- 2007 – „eks-pozycje / ex-posed”, Galeria PF, Poznań (wystawa z katalogiem)
- 2008 – „MSŁ”, Galeria Okna, CSW Zamek Ujazdowski, Warszawa
- 2009 – „Dłubak – Źródła”, Galeria Asymetria, Warszawa
- 2011 – „Krzysztof Pijarski / Jerzy Lewczyński – Gra w Archiwum”, Galeria Asymetria / Fundacja Archeologia Fotografii, Warszawa
- 2012 – „Warszawa / Żywoty / Ruiny” (z Tomaszem Szerszeniem), plac Hallera, Warszawa
- 2015 – „Lives of the Unholy, C/O Berlin
- 2015 – „Negatyw rzeźby / rzeźba negatywu”, Fundacja Archeologia Fotografii, Warszawa
- 2016 – „Aurélien Froment / Krzysztof Pijarski. Moiré” (z Aurelienem Froment), Galeria Bunkier Sztuki, Kraków
- 2020 – „Baumgart/Pijarski. Laboratorium prac fotograficznych” (z Anną Baumgart), Muzeum Narodowe w Gdańsku; Gdańska Galeria Fotografii[2].

Źródło: Culture.pl.

### Wybrane wystawy zbiorowe
- 2005 – Wystawa w ramach projektu „The Experimenter & the Art of Perception”, Artpool, Art Research Center, Budapeszt
- 2006 – „W samym centrum uwagi: nowi dokumentaliści w CSW Zamek Ujazdowski”
- 2007 – „Antyfotografie”, wystawa główna 5 Biennale Fotografii, Galeria Miejska „Arsenał” w Poznaniu
- 2007 – udział w praskim Quadriennale Scenografii
- 2008 – „Desygnacja”, Galeria pARTer, Kłodzki Ośrodek Kultury, wystawa w ramach 10. edycji Festiwalu Nowej Sztuki Labirynt
- ;2008 – „Efekt czerwonych oczu. Fotografia polska XXI wieku”, CSW Zamek Ujazdowski
- 2009 – „Archiwum Centralne”, Miesiąc Fotografii w Krakowie
- 2011 – Prague Biennale 5, w ramach wystawy „Inside – Outside: Some Aspects of Contemporary Polish Photography”
- 2012 – „Recommended By... Aktuelle Tendenzen in der polonischen Foto-und Videoszene”, Fotogalerie Wien, Wiedeń
- 2012 – „Communism Under Construction”, Galeria Asymetria na Paris Photo
- 2012 – „Sztuczność”, Fundacja Archeologia Fotografii, Warszawa
- 2013 – „Zdjęcie miasta. Fotografia warszawska i praktyki pokrewne”, Nowy Teatr, Warszawa
- 2013 – „Jerzy Lewczyński / Krzysztof Pijarski”, Galerie Fotohof, Salzburg
- 2014 – „Kałasznikow”, Bunkier Sztuki, Kraków
- 2014 – „Talents 2013”, siedziba Deutsche Börse, Kraków
- 2015 – „Tribute to Jerzy Lewczyński, Warto zapamiętać! Próba nowej psychogeografii sztuki”, Galeria Asymetria, Warszawa
- 2015 – „Koło Falenica 21.08”, Falenica
- 2015 – „Wyborny trup fotografii polskiej” w ramach festiwalu TIFF, BWA Awangarda, Wrocław
- 2016 – „Salon nowej fotografii”, Galeria Raster, Warszawa
- 2017 – „Syrena herbem twym zwodnicza”, Muzeum nad Wisłą, Warszawa
- 2018 – „Przez szyb brylanty”, Galeria Piekary, Poznań

Źródło: Culture.pl.

## Publikacje
- Pijarski K., Aneta Grzeszykowska: Love Book, Fundacja Raster, 2011.
- Pijarski K., Krzysztof Pijarski, Jerzy Lewczyński: Gra W Archiwum, Archeologia Fotografii, 2011, ISBN 978-83-933045-5-4.
- Pijarski K., Archeologia modernizmu: Michael Fried i nowoczesne doświadczenie sztuki, Repozytorium Uniwersytetu Warszawskiego, 2011.
- Pijarski K., Baraniewski W., Lives of the Unholy, Fotohof edition, Archeology of Photography Foundation, 2013, ISBN 978-83-936045-9-3.
- Pijarski K., (Po)nowoczesne losy obrazów, Wydawnictwo Biblioteki Państwowej Wyższej Szkoły Filmowej, Telewizyjnej i Teatralnej, 2013, ISBN 978-83-87870-56-0.
- Pijarski K., Anna Zagrodzka "DOB1000609": 23 VIII – 15 IX 2019 r., Galeria Ul, 2019.
- Pijarski K., Sztos, Lodz Film School Publishing, 2023, ISBN 978-83-67397-13-1.